# Melica minuta
Melica minuta är en gräsart som beskrevs av Carl von Linné. Melica minuta ingår i släktet slokar, och familjen gräs. Inga underarter finns listade i Catalogue of Life.